# Luisiana
Luisiana (Bayan ng Luisiana) är en kommun i Filippinerna. Kommunen ligger på ön Luzon, och tillhör provinsen Laguna. Folkmängden uppgår till 17 109 invånare.

## Barangayer
Luisiana är indelat i 23 barangayer.
| - De La Paz - Barangay Zone I (Pob.) - Barangay Zone II (Pob.) - Barangay Zone III (Pob.) - Barangay Zone IV (Pob.) - Barangay Zone V (Pob.) - Barangay Zone VI (Pob.) - Barangay Zone VII (Pob.) - Barangay Zone VIII (Pob.) - San Antonio - San Buenaventura - San Diego | - San Isidro - San Jose - San Juan - San Luis - San Pablo - San Pedro - San Rafael - San Roque - San Salvador - Santo Domingo - Santo Tomas |